# Augustinus Rosentreter

Augustinus Rosentreter, Bischof von Culm

Augustinus Rosentreter (* 13. Januar 1844 in Abrau, Kreis Konitz, Westpreußen; † 4. Oktober 1926 in Pelplin, Powiat Dirschau, Pommerellen) war ein deutscher Geistlicher und katholischer Bischof von Kulm.

## Leben
Als August Johann, Nachfahre zweier Schulzenfamilien – Musolf und Schwemin – der Koschneidereidörfer Schlagenthin und Deutsch Cekzin und Sohn einer kinderreichen Bauernfamilie, 1844 in Abrau geboren. Nach dem Abitur in Konitz trat August Rosentreter in das Priesterseminar in Pelplin ein. Nach krankheitsbedingten Unterbrechungen setzte er seine Studien an den Universitäten Bonn und Münster fort und empfing am 12. März 1870 in der Kathedrale von Pelplin die Priesterweihe. Nach seelsorglicher Tätigkeit in Neuenburg, Westpreußen und als Vikar an der Brigittenkirche in Danzig wurde er 1871 mit 27 Jahren Professor für Biblische Exegese am Seminar in Pelplin. 1876 wurde das Seminar aufgrund des Kulturkampfes geschlossen, damit wurde seine Lehrtätigkeit bis zum Jahre 1887 unterbrochen. Rosentreter nutzte diese Jahre unter anderem für exegetische Studien im Ausland. Darüber hinaus hatte er ab 1881 verschiedene Funktionen am Offizialat inne. Mit der Wiedereröffnung des Seminars 1887 nahm er seine Lehrtätigkeit in Pelplin wieder auf und wurde außerdem zum Regens sowie zum Domkapitular ernannt. Ab 1896 übernahm er zusätzlich die Professur für Moraltheologie.
Rosentreter unterstützte 1874 von Pelplin aus intensiv die Gründung der katholischen Studentenverbindung Borussia-Königsberg im KV und weitere KV-Verbindungen, da für ihn die katholischen Verbindungen eine wichtige Funktion hatten, den katholischen Studenten im Kulturkampf eine Heimat zu geben. Rosentreter wurde wegen seines Einsatzes für die Verbindungen Ehrenmitglied der KV-Verbindungen in Königsberg bei Borussia, in Danzig bei Pruthenia und in Breslau bei Unitas, Franko-Borussia und Alania.
Nach dem Tod des Kulmer Bischofs Leo Redner wurde Rosentreter am 22. Dezember 1898 zu dessen Nachfolger gewählt und am 27. Februar des folgenden Jahres durch Papst Leo XIII. bestätigt. Der Ermländer Bischof Andreas Thiel spendete ihm am 9. Juli 1899 die Bischofsweihe. Um den Ausgleich zwischen deutschsprachigem und polnischsprachigem Kirchenvolk seines Bistums bemüht, blieb er im Amt, als durch den Versailler Vertrag große Teile der Diözese an die Zweite Republik Polen kamen und durch Ausgliederung westlicher Diözesangebiete die deutschsprachigen Katholiken zur Minderheit wurden. Ein Jahr vor seinem Tode akzeptierte Rosentreter einen polnischen Koadjutor mit dem Recht der Nachfolge.
Seine letzte Ruhestätte fand Augustinus Rosentreter in der Kathedrale von Pelplin.

## Ehrungen
Die Theologische Fakultät der Universität Münster verlieh 1896 Rosentreter die Ehrendoktorwürde.